# Eskişehir
Cet article possède un paronyme, voir vieille ville.
Eskişehir est une ville de Turquie, préfecture de la province du même nom.

## Toponymie
On peut traduire Eskişehir par « ancienne ville » en français (de eski = « ancien » ; şehir = « ville »).

## Histoire

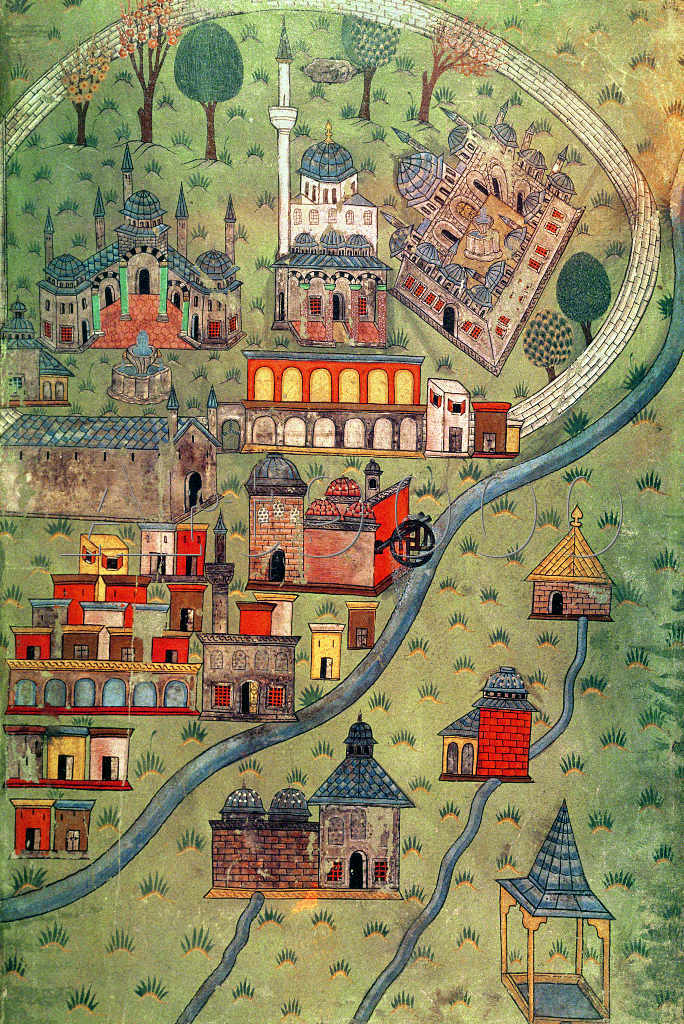
Vue d'Eskişehir, miniature ottomane du XVIe siècle.

La ville fut fondée à proximité des ruines historiques de Dorylée, où les armées des croisés vainquirent les armées seldjoukides en 1097. Le nom (« Vieille Ville ») Eskişehir vient probablement de ces ruines.
Son importance alla en croissant à l'époque seldjoukide et après à l'époque ottomane. La mosquée d'Alaeddin, appartenant au Sultan Alaeddin Keykubat, est recouverte de tuiles. La mosquée de Kurşunlu, construite en 1525, et son medressé sont des exemples de l'architecture classique ottomane-turque. Ces ouvrages sont tous attribués à l'architecte Sinan.
Les statues, les chapiteaux et les inscriptions épigraphiques trouvées dans cette région sont réunis au musée d'Eskişehir.
Dans la ville, les objets qui attirent l'attention des touristes sont : les pipes et les cannes faites d'une pierre spéciale appelée (Lületaşı) « écume de mer » (silicate de magnésie). Elles plaisent en Europe et sont recherchées depuis des siècles.
Le tombeau du grand philosophe Yunus Emre se trouve de même ici. Au faubourg de Çifteler, on remarque des rochers portant des inscriptions ; on appelle cette région la ville de Midas (Midas Şehri) et il semble que le tombeau du roi Midas se trouve ici.

## Géographie
Un petit lac, à 73 km. de distance d’Eskişehir, alimenté par le fleuve Sakarya, est une place d’excursion pendant les mois d’été.
Distance des grandes villes :
- Eskişehir-İstanbul : 315 km
- Eskişehir-Ankara : 234 km
- Eskişehir-İzmir : 461 km
- Eskişehir-Brousse : 152 km

## Transports
L'aéroport d'Eskişehir-Université Anadolu, situé au sein du campus de l'Université Anadolu, permet de relier internationalement l'Anatolie centrale.

## Enseignement
Eskişehir est le siège de deux universités, l'université d'Anatolie (Anadolu Üniversitesi) et l'Eskişehir Osmangazi Üniversitesi, comptabilisant ensemble plus de 70 000 étudiants.

## Personnalités nées à Eskişehir
- Sümeyye Boyacı (2003-) nageuse paralympique turque.
- Dorukhan Toköz, footballeur de Besiktas
- Neslihan Demir Joueuse de Volley-ball
- Meryem Boz Joueuse de Volley-ball

## Jumelages
| Ville | Ville                 | Pays | Pays        | Période                   |
| ----- | --------------------- | ---- | ----------- | ------------------------- |
|       | Amsterdam             |      | Pays-Bas    |                           |
|       | Chimkent              |      | Kazakhstan  | depuis 2014               |
|       | Cluj-Napoca           |      | Roumanie    | depuis janvier 2020       |
|       | Francfort-sur-le-Main |      | Allemagne   | depuis le 23 avril 2013   |
|       | Linz                  |      | Autriche    | depuis mai 2012           |
|       | Oural                 |      | Kazakhstan  |                           |
|       | Paterson              |      | États-Unis  |                           |
|       | Saint-Josse-ten-Noode |      | Belgique    | depuis le 16 octobre 2014 |
|       | Samarcande            |      | Ouzbékistan |                           |
|       | Simferopol            |      | Ukraine     | depuis 2007               |